# Список пам'яток, пошкоджених під час російського вторгнення в Україну (2022)
Російське вторгнення в Україну 2022 року спричинило ряд пошкоджень та руйнувань об'єктів культури та видатних індустріальних об'єктів в Україні.

## Об'єкти культурної спадщини
| Назва                                            | Населений пункт | Дата       | Посилання на джерела |
| ------------------------------------------------ | --------------- | ---------- | -------------------- |
| Донецький академічний обласний драматичний театр | Маріуполь       | 16.03.2022 | [ 1 ]                |
| Парк імені Максима Горького (Харків)             | Харків          | 02.04.2022 | [ 2 ]                |
| Свято-Успенський собор (Харків)                  | Харків          | 02.03.2022 | [ 3 ]                |
| Будинок «Слово»                                  | Харків          | 07.03.2022 | [ 4 ]                |

## Видатні індустріальні об'єкти
| Назва, тип          | Дата       | Посиланни на джерела |
| ------------------- | ---------- | -------------------- |
| Літак Ан-225 «Мрія» | 27.02.2022 | [ 5 ]                |